# Абстрактна лексика
Абстра́ктна ле́ксика — частина лексичної системи мови. До неї можуть належати слова різних частин мови, які виявляють і передають певну абстрактність. Абстрактна лексика протиставляється конкретній.
Найчастіше це іменники, які називають поняття, що не мають реального втілення (хоч виникнення та іс їх неможливе без такої реальності), тобто вказують на стан (сон, тиша), почуття (кохання, натхнення), процес (хід, біг), якість (чорнота, ясність), риси характеру (доброта, злоба, вихованість), різні вияви інтелектуального рівня людини (знання, розум), відносини між особами, народами (дружба, мир), поняття етикету (вітання), є науковими та виробничими термінами.
До абстрактної лексики належить і дієслово «бути», коли виконує функцію зв'язки.

## Українська абстрактна лексика
Становлення української абстрактної лексики загальномовного плану (сон, тиша, сором) належить до індоєвропейського періоду розвитку мови. За часів праслов'янської єдності абстрактні іменники були вже досить розгалуженою категорією слів, про що свідчать еквіваленти багатьох з них у різних слов'янських мовах.
У староукраїнській мові 11—14 ст. широко представлені різноманітні групи абстрактної лексики. Найчисленнішими є абстрактні іменники, зокрема в українських писемних пам'ятках різних жанрів 2-ї пол. 16 — 1-ї пол. 17 ст. З кін. 19 ст. і особливо в час національного відродження у 20-х рр. 20 ст. відбувається посилене нагромадження української термінологічної лексики. Процес збагачення цих лексем тривав протягом усього періоду існування мови з більшою чи меншою інтенсивністю.
Шляхи поповнення української абстрактної лексики:
- успадкування автохтонних абстрактних слів;
- виникнення нових абстрактних слів за допомогою наявних словотвірних засобів за активними в мові словотворчими моделями;
- поява абстрактних слів внаслідок запозичення з інших мов.